# Christa Worthington
Christa Worthington (Brookline, 23 de diciembre de 1956-Truro, Barnstable County, Massachusetts, 6 de enero de 2002) fue una escritora de moda estadounidense, colaboradora de algunas de las más prestigiosas revistas de este sector.

## Vida y obra
Terminó sus estudios elementales en la Hingham High School en 1973 y se graduó con honores en el Vassar College en 1977.
Trabajó para Women's Wear Daily, Cosmopolitan, ELLE, Harper's Bazaar, y en el New York Times. Fue también coautora de varios libros sobre moda y salió formalmente con Stan Stokowski, el hijo mayor de Gloria Vanderbilt y Leopold Stokowski.
Parte de su carrera se desarrolló primero en París (dirigiendo el Women's Wear Daily) y después en Londres, desde donde regresó a Nueva York.

## Fallecimiento
Worthington fue violada y acuchillada hasta morir en su casa de Truro, Massachusetts (en Cabo Cod). Fue encontrada muerta el 6 de enero de 2002, con su hija de dos años, Ava, aferrándose a su cuerpo. La niña no fue dañada.
El 15 de abril de 2005, el barrendero afroamericano, Christopher McCowen, fue arrestado y condenado por violación y asesinato. El 16 de noviembre de 2006 fue declarado culpable por el Tribunal Superior de Barnstable por asesinato en primer grado, violación y robo, y sentenciado a cadena perpetua sin libertad condicional. En enero de 2008, se celebró una audiencia debido a que se presentaron tres acusaciones diferentes donde se alegó racismo durante las deliberaciones del juicio.